# 's-Gravenzande
's-Gravenzande est une ville située dans la commune néerlandaise de Westland, dans la province de la Hollande-Méridionale. Le 1er janvier 2008, la ville comptait 20 025 habitants.

## Histoire
's-Gravenzande a été une commune indépendante jusqu'au 1er janvier 2004, date à laquelle elle a fusionné avec De Lier, Naaldwijk, Monster et Wateringen pour former la nouvelle commune de Westland.